# تیسفیورد
تیسفیورد (به لاتین: Tysfjord) یک شهرداری در نروژ است که در نوردلند واقع شده‌است.

## خصوصیات
تیسفیورد ۱٬۴۶۴٫۰۳ کیلومترمربع مساحت و ۱٬۹۵۶ نفر جمعیت دارد.